# رایان کر
رایان کُر (انگلیسی: Ryan Corr؛ زادهٔ ۱۵ ژانویهٔ ۱۹۸۹) یک هنرپیشه اهل استرالیا است.
از فیلم‌ها یا برنامه‌های تلویزیونی که وی در آن نقش داشته است می‌توان به آب‌شناس ، جایی که موجودات وحشی هستند و %۱ ، عروسی علی و شکوفه اشاره کرد.

## جوایز
| سال  | جایزه                | دسته‌بندی                          | نتیجه |
| ---- | -------------------- | --------------------------------- | ----- |
| ۲۰۱۱ | استرالیایی‌ها در فیلم | سومین جایزه بورسیه تحصیلی هیث لجر | برنده |